# Piz Daint (Computer)
Piz Daint ist ein Supercomputer des Centro svizzero di calcolo scientifico im Kanton Tessin und seit April 2013 in Betrieb. Der Computer, basierend auf Intel Xeon E5-Prozessoren, bestand ursprünglich aus einer Cray XC30 und wurde seit der Installation mehrfach ausgebaut, zuletzt im November 2016 zu einer Cray XC40/XC50.
Der Computer ist nach dem Berg Piz Daint im Kanton Graubünden benannt. Im Vergleich zu seinem Vorgänger, der Cray XE6 Monte Rosa, bietet Piz Daint ein Mehrfaches an Rechenleistung und benötigt weniger elektrische Leistung. Regionale Klimasimulationen wurden auf dem COSMO Climate Local Model implementiert.
Damit hat der Piz Daint den letzten Schritt der Schweizer «High Performance Computing and Networking»-Initiative (HPCN) des ETH-Rats umgesetzt. Die HPCN-Strategie hatte im Jahr 2009 mit dem Ziel begonnen, den Forschungsplatz Schweiz mit einem PetaFLOPS-Supercomputer auszurüsten.
Nach einem Ausbau des Piz Daint mit NVIDIA Tesla P100 GPUs auf 19,6 PFLOPS mit Kosten von 40 Millionen Franken wurde die Schweiz im Sommer 2017 das Land mit dem drittschnellsten Supercomputer der Welt (nach zwei Computern in China, vor den USA). Der Piz Daint verdrängte dabei den Supercomputer Titan des Oak Ridge National Laboratorys vom dritten Platz. 2018 war Piz Daint auf Platz 5 der Rangliste zu finden, 2019 mit weiter verbesserten 21,2 PFLOPS auf Platz 6.
Ab April 2023 soll der Piz Daint durch den Alps ersetzt werden.